# Лутка оперета
„Лутка оперета” је југословенска ТВ серија из 1972. године.

## Улоге
| Глумац                     | Улога |
| -------------------------- | ----- |
| Љубиша Бачић               |       |
| Славка Јеринић             |       |
| Љубица Ковић               |       |
| Татјана Лукјанова          |       |
| Лео Мартин                 |       |
| Добрила Матић              |       |
| Властимир Ђуза Стојиљковић |       |
| Бисера Велетанлић          |       |

Комплетна ТВ екипа  ▼
| Редитељ    | Србољуб Станковић |
| Сценариста | Бора Ћосић        |
| Композитор | Војислав Костић   |
| Сценограф  | Гордана Поповић   |